# Félix Dzerjinski
Félix Edmoundovitch Dzerjinski (en russe : Феликс Эдмундович Дзержинский), surnommé « Félix de fer » (en russe : Желе́зный Фе́ликс), né le 30 août 1877 (11 septembre dans le calendrier grégorien) sur le domaine d'Oziemblovo (pl), près du bourg d'Ivianets entre Minsk et Vilno (Vilnius), aujourd'hui situé en Biélorussie, et mort le 20 juillet 1926 à Moscou, est un révolutionnaire communiste, membre des bolcheviks, qui devint l'un des dirigeants de la Russie soviétique puis de l'Union soviétique. Il fonda et dirigea la Tchéka, la police politique du tout nouvel État bolchévique.

## Un «agitateur» régulièrement emprisonné
Dzerjinski est issu d'une famille de l'aristocratie polonaise installée près de Minsk en Biélorussie, qui faisait alors partie de l'Empire russe. Fervent catholique, Dzerjinski voulait devenir prêtre catholique, mais sa famille l'en dissuada connaissant son amour pour les femmes. Il fut exclu de l'école pour « activité révolutionnaire ». À Wilno (Vilna), il adhéra en 1895 à un groupement marxiste, la Social-démocratie du royaume de Pologne fondé en 1893.
Il fut plus tard, en 1899, l'un des fondateurs du parti Social-démocratie du royaume de Pologne et de Lituanie SDKPiL, issu de la fusion de son parti Social-démocratie du royaume de Pologne avec l'Alliance des travailleurs de Lituanie.

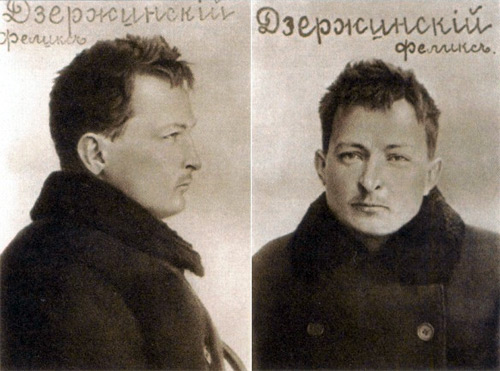
Félix Dzerjinski après son arrestation par l'Okhrana, en 1902.

Il passe une grande partie de sa vie en prison. Arrêté pour ses activités subversives en 1897 et 1900, il fut exilé en Sibérie et s'en échappa à chaque fois. Émigré en 1902, il devient l'un des adjoints de Rosa Luxemburg et de Leo Jogiches, tous les deux placés à la tête de la SDKPiL. Il retourne en Russie pour prendre part à la révolution de 1905 mais est à nouveau arrêté par l'Okhrana et emprisonné.
Au congrès de Stockholm du Parti ouvrier social-démocrate de Russie en 1906, il est élu au comité central. Ses sympathies pour les bolcheviks datent de cette époque. Après 1911, lorsque la scission au sein du Parti polonais envenime les rapports entre Rosa Luxemburg et Lénine, il est divisé entre sa fidélité au Parti et son amitié pour la dirigeante. Relâché en 1912, il reprend aussitôt ses activités politiques pour être à nouveau emprisonné à Moscou. À la veille de la révolution de février 1917, Dzerjinski a passé onze années en prison, en exil ou au bagne.

## Un des dirigeants de la révolution d'Octobre
Il est libéré en mars 1917. Aussitôt, il rejoint les rangs des bolcheviks et entre en août 1917 au comité central. Partisan de l'insurrection, il apporte un soutien complet à Lénine lors de la discussion sur le passage immédiat à l'action.
Son caractère considéré comme honnête et incorruptible par certains, joint à une adhésion sans limites à l'idéologie bolchévique, lui vaut une rapide reconnaissance et le surnom de « Félix de fer ». Victor Serge le décrit ainsi : « idéaliste probe, implacable et chevaleresque, au profil émacié d'inquisiteur, grand front, nez osseux, barbiche rêche, une mine de fatigue et de dureté. Mais le parti avait peu d'hommes de cette trempe et beaucoup de Tchékas »[Quoi ?]. Ces responsabilités lui donneront aussi dans la presse européenne le visage du bolchévik brutal assoiffé de sang.

## La mise en place de la police secrète

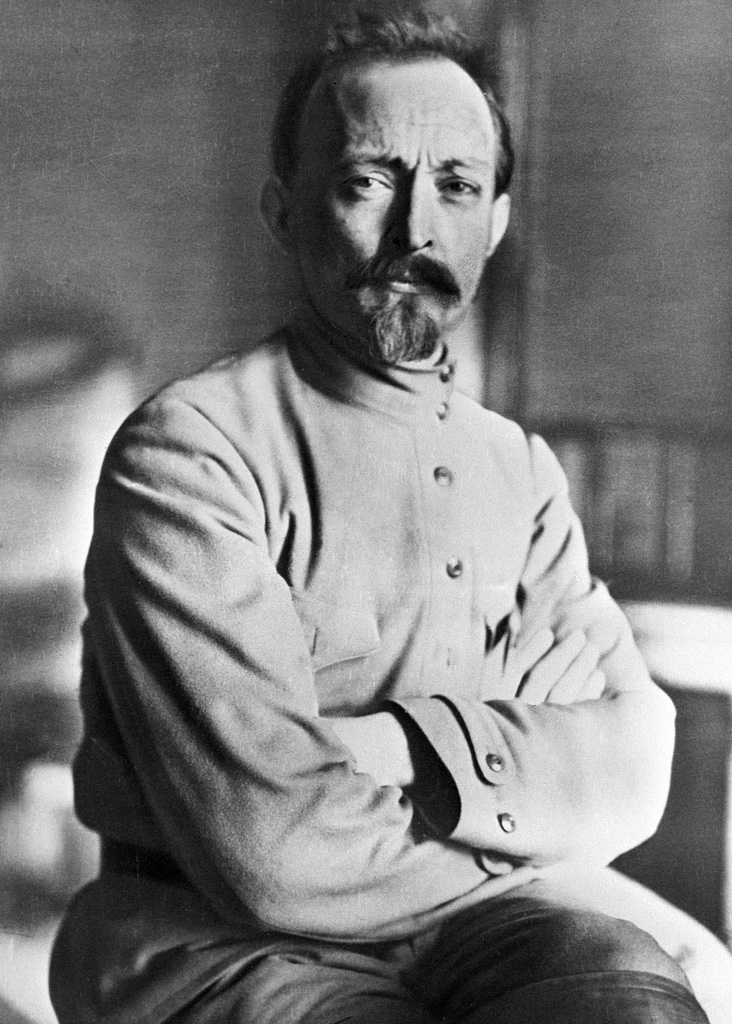
Félix Dzerjinski le 28 septembre 1918.

Lénine considérait Dzerjinski comme un héros de la révolution russe et le pressentit pour organiser le combat contre les « ennemis de l'intérieur ». Le 20 décembre 1917, le Soviet des commissaires du peuple fonde la Vétchéka, sigle russe pour « Commission panrusse extraordinaire pour combattre la contre-révolution et le sabotage » (plus connue sous le nom de Tchéka). Quand la guerre civile affecte tout le pays, Dzerjinski organise des troupes de sécurité intérieure afin de renforcer l'autorité de sa milice. Lénine lui accorde tout pouvoir dans son combat contre les oppositions (qu'elles soient d'essence démocratique, socialiste, libérale, agrarienne ou nationaliste). Cette guerre prend forme, en particulier, dans la suppression de la liberté de la presse (fermeture par la force de tous les organes de presse non bolchéviques à savoir 95 % de la presse russe de 1917), et dans la dissolution de tous les partis politiques autres que le Parti communiste constitué en 1918 par les bolcheviks.
Pendant la guerre civile, qui a causé entre 3 et 10 millions de décès, selon les calculs (qui incluent aussi dans ce chiffre les victimes des famines), cet homme déterminé se distingue par le dénouement de cas extrêmement difficiles. Il est considéré comme l'un des artisans du système répressif désigné sous le nom de Terreur rouge. Sous la direction de Dzerjinski, et dans un contexte de guerre civile et de répression généralisée de l'opposition, la Tchéka pratique à grande échelle la torture, les exécutions et les arrestations arbitraires. Il s'emploie aussi à lutter contre les pogroms antisémites qui ont émaillé la guerre civile.
Dzerjinski participe aussi aux débats à l'intérieur de la direction du parti. Hostile au traité de Brest-Litovsk, il s'oppose à Lénine, allant jusqu'à demander sa destitution. Politiquement proche de Léon Trotski, il se rapproche de Joseph Staline à partir de 1921 lors de « l'affaire géorgienne » où Lénine les considère tous deux comme responsables de la brutalité de la politique de russification. Il soutient Staline dans la lutte contre l'opposition quand celui-ci devient secrétaire général en 1922, persuadé que la démocratie ne peut exister à l'intérieur du Parti sans mettre en péril la survie de ce dernier.
La Tchéka et les organisations qui lui succèdent continuent à envoyer dans des camps de nombreux « ennemis du peuple », dont la définition était suffisamment vague pour concerner toute personne à l'opinion potentiellement dangereuse pour le régime et beaucoup d'entre eux y meurent.

## Une influence grandissante, une disparition subite
Après la guerre civile, en 1922, la Tchéka devient le Guépéou. De 1921 à 1924, Dzerjinski cumule les charges de commissaire du peuple à l'Intérieur, de responsable du Guépéou (dont le nom devient Oguépéou fin 1923) et de président du Conseil suprême de l'économie nationale (le Vesenkha), poste auquel il est nommé le 31 janvier 1924. Il est à ce titre l'un des artisans de la nouvelle politique économique (NEP) décidée par Lénine pour redynamiser une économie exsangue après sept années de communisme de guerre. Nikolaï Valentinov, dans ses mémoires sur son travail au Vesenkha, présente Félix Dzerjinski comme un dirigeant calme et sensé, qui essayait de ne pas effrayer ses collaborateurs, mais qui savait faire preuve de fermeté : « J'appliquerai le principe du plan d'une main de fer. Quelques-uns savent très bien que j'ai la main lourde et qu'elle peut frapper fort. Je ne permettrai pas que le travail soit fait comme il l'a été jusqu'à présent, c'est-à-dire dans l'anarchie. »
L'affermissement du régime et les conflits de pouvoir qui vont surgir dans les rangs de l'appareil communiste après la mort de Lénine (21 janvier 1924) n'épargnent pas le chef de la Tchéka qui tente de conserver une neutralité difficile entre les différentes factions. Il serait mort d'une attaque cardiaque en juillet 1926, après avoir participé à une réunion très agitée au Comité central, dans laquelle il s'était violemment emporté contre Kamenev et Piatakov.
Toutefois la cause réelle de sa mort est incertaine :
- certaines sources[12] indiquent qu'il aurait été empoisonné par Staline à la suite de la découverte par Dzerjinski d'un dossier concernant le passé d'agent double de Staline au sein de l'Okhrana ;
- il est aussi possible que le surmenage, la violence des relations entre les dirigeants, les risques quotidiens courus par le chef de la Guépéou se soient cumulés pour le mener, à 48 ans, à cette mort.

## Dans les arts et la culture populaire

### Filmographie

#### Cinéma
- 1956 :  Les Tourbillons hostiles de Mikhaïl Kalatozov, joué par Vladimir Iemelianov.

#### Télévision

##### Documentaire
- 2019 : KGB : le sabre et le bouclier réalisé par Jamie Doran, épisode 1 Dzerjinski & Co.

### Toponyme
Le nom de Dzerjinski fut largement utilisé en Union soviétique et dans les États satellites d'Europe de l'Est. Des villes furent renommées en son honneur et certaines portent encore son nom :
- trois en Russie, dont Dzerjinsk et Dzerjinski ;
- deux en Ukraine, dont Dzerjynsk (Toretsk) et Dniprodzerjynsk (Kamianske);
- une en Biélorussie : Dziarjynsk.

Félix Dzerjinski fut considéré comme un héros national en Biélorussie. Le point culminant du pays fut renommé mont Dzerjinski en 1958. Son lieu de naissance Oziembłowo a pris le nom de Dzerjinovo (en biélorusse : Дзяржынава et en russe : Дзержиново).
En Pologne, les très nombreux rues, places, parcs, écoles portant son nom ont été rebaptisés dans les mois qui ont suivi la fin du régime communiste, tandis que les statues étaient remisées, comme celle de l'ancienne place Feliks-Dzierżyński au centre de Varsovie, où se trouve l'hôtel de ville. Elle est redevenue la place de la Banque.
Signe des controverses qui marquent la postérité de Dzerjinski dans l'ex-Union soviétique, la nouvelle Russie qui a immédiatement réhabilité tous les « vieux bolcheviks » liquidés par Staline dans les années 1930, a fait enlever dès août 1991 la statue du chef de la Tchéka place Loubianka, près du siège du NKVD (le successeur du NKVD fut le MVD puis le KGB). Plus tard, Iouri Loujkov, maire de Moscou, a proposé de la réinstaller, indiquant, non sans polémiques, que pour lui le nom de Felix Dzerjinski « est avant tout associé à sa lutte contre le vagabondage, au rétablissement des voies ferrées et à la croissance économique ». Le 11 septembre 2023, une copie de la statue est finalement inaugurée devant le siège du Service des renseignements extérieurs de la fédération de Russie (SVR), son directeur vantant un homme « resté jusqu’au bout fidèle à ses idéaux de bonté et de justice ».

### Littérature
Dans sa biographie Lénine (1930), Ferdynand Ossendowski brosse un portrait accablant de Dzerjinski en tant que pur psychopathe.
Michel Houellebecq a appelé « Michel Djerzinski », déformant légèrement le nom du personnage historique, le protagoniste de son roman Les Particules élémentaires[réf. souhaitée].

### Monuments
En 2021, la Russie comptait plus de 40 monuments et bustes de Dzerjinski, dont plusieurs ont été installés à l'initiative du FSB.